# Río Moukalaba
El Moukalaba o Mouka Laba es un río de Gabón, afluente del río Nyanga. Fluye por el sur del país y da nombre al departamento de Mougalaba y al parque nacional de Moukalaba-Doudou. Su principal afluente es el río Ganzi.
El río nace en la esquina suroccidental de la provincia de Ngounié, cerca de Guiétsou. Tras pasar en un pequeño tramo por la provincia de Ogooué-Maritime, fluye en la mayor parte de su recorrido por la provincia de Nyanga. La desembocadura en el río Nyanga se produce unos 40 km al noroeste de Tchibanga. Su recorrido forma un pequeño valle entre la sierra de Mayombé y los montes de Ikondou.